# Brevicellicium mellinum
Brevicellicium mellinum är en svampart som först beskrevs av Giacopo Bresàdola, och fick sitt nu gällande namn av Hjortstam & Ryvarden 1980. Brevicellicium mellinum ingår i släktet Brevicellicium och familjen Hydnodontaceae.   Inga underarter finns listade i Catalogue of Life.